# Girolamo Alibrandi
Girolamo Alibrandi, noto anche come Raffaello da Messina (Messina, 1470 circa – 1524 circa), è stato un pittore italiano.

## Biografia

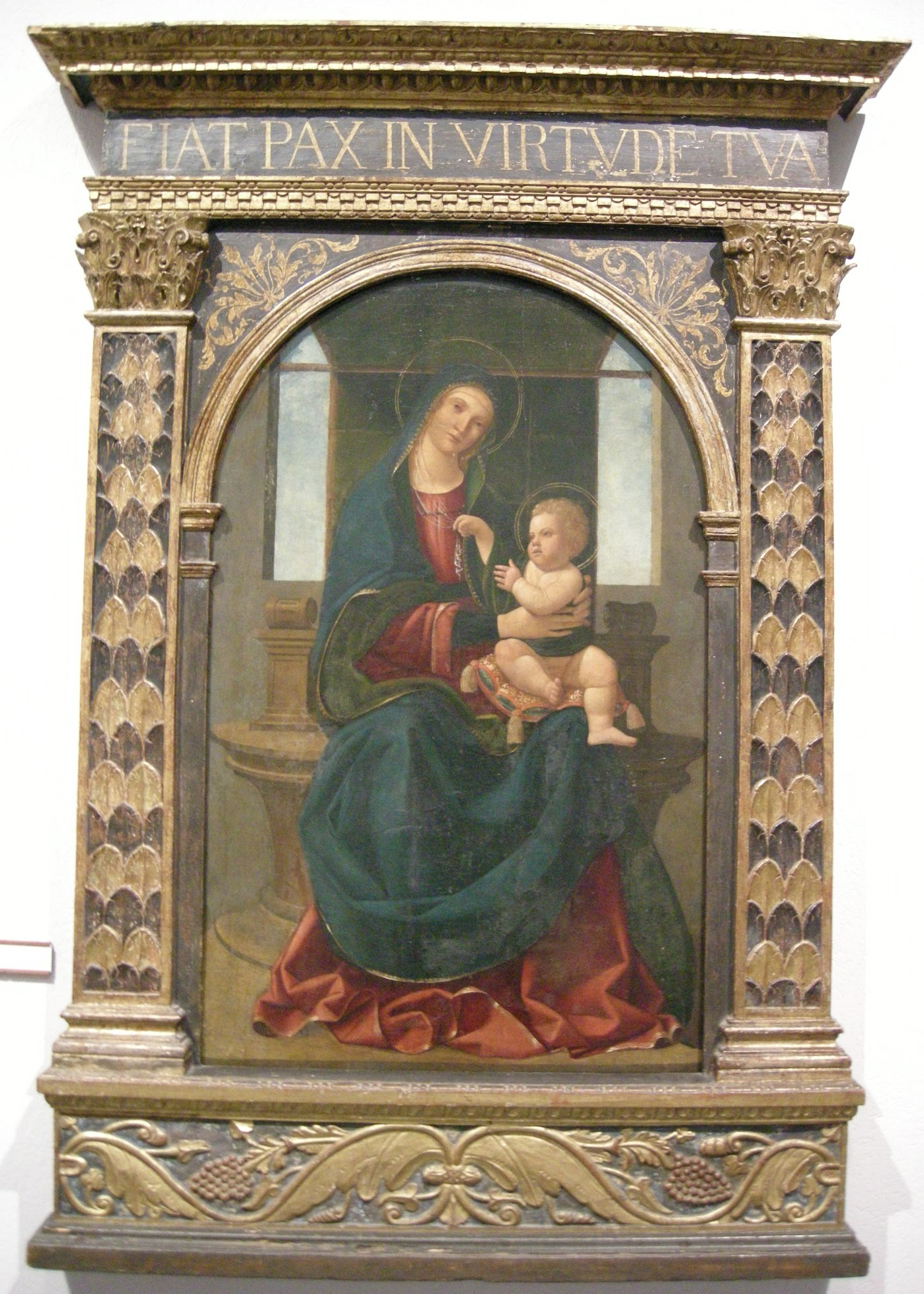
Madonna in trono col Bambino, Museo regionale di Messina.

Fu un pittore messinese molto conosciuto alla sua epoca ma di cui restano poche opere e scarse notizie. I suoi dipinti sono interessanti testimonianze della diffusione della cultura leonardesca e raffaellesca in Sicilia e sono influenzati dall'opera pittorica di Cesare da Sesto di cui forse fu allievo.
Tra le sue opere si ricordano una Madonna col Bambino (1516) nella chiesa di Santo Stefano Medio a Messina, e la Presentazione di Gesù al Tempio (1519), nel Museo Nazionale. Con moltissima probabilità, è stato attribuito a questo pittore il grandioso polittico datato 1513 conservato dietro l'altare maggiore del duomo di San Giorgio in Modica. È composto da una lunetta, raffigurante l'Altissimo, che sormonta, all'interno di una struttura lignea composta da altre nove pale, altrettante tele raffiguranti episodi della vita di Cristo e della Sacra Famiglia, fra cui la Presentazione di Gesù al Tempio, la Sacra Famiglia, L'Adorazione dei Magi, La Pentecoste, La Resurrezione, L'Ascensione, e inoltre, nel trittico inferiore, San Giorgio che trafigge il drago e San Martino che divide il suo mantello con il povero. È proprio la stretta somiglianza pittorica fra la Presentazione al Tempio esposta al Museo di Messina con l'analogo tema presente in una delle nove tele del Polittico presente nel duomo di San Giorgio in Modica, a togliere i dubbi sull'autore del polittico modicano.
A Randazzo si conserva un quadro nella basilica di Santa Maria, precisamente sopra la porta di mezzogiorno, raffigurante la salvezza di Randazzo dalla lava dell'Etna: la vergine santissima si spreme il latte dal seno per raffreddare il fuoco dell'Etna che minaccia la città di Randazzo.

## Opere

### Provincia di Messina
- XVI secolo, Presentazione di Gesù al Tempio con Simeone il Vecchio, la profetessa Anna.[1][2] Originariamente il dipinto apparteneva alla chiesa della Purificazione detta dei Bianchi (sostituita al presente dalla chiesa di Santa Caterina d'Alessandria). Opera custodita nella chiesa di Maria Santissima Addolorata di Lipari.
- 1514, Madonna col Bambino o Madonna del Canestro, dipinto su tavola, opera custodita nel duomo di Santa Domenica Vergine e Martire di Mandanici.

#### Messina
- 1514 - 1515, Madonna dei Giardini, dipinto su tavola, opera custodita nella Chiesa di Santa Maria dei Giardini di Santo Stefano Medio.
- 1515-1516, Madonna col Bambino, dipinto su tavola, opera custodita nella Chiesa di San Giovanni Battista di Larderia.
- 1514 - 1516, Madonna con il Bambino e san Giovannino, Messina.
- XVI secolo, Santa Caterina d'Alessandria, Santa Lucia, Vergine Maria, dipinti, opere documentate nelle raccolte della famiglia Amodio.[3]
- XVI secolo, Vergine con Bambino ritratta sedente nell'atto di allattare, opera documentata nella chiesa di san Cosma dei Medici.[3]
- XVI secolo, Santa Lucia, dipinto su tavola, opera documentata nella Cappella Palatina di San Giovanni Evangelista del Palazzo Reale di Messina.[2][4]
- Museo regionale:
  - 1510c., Madonna in trono con Bambino o Madonna Ribolzi, dipinto su tavola.
  - 1514, Giudizio Universale o Purgatorio, dipinto su tavola.
  - 1515 - 1516, San Paolo, dipinto su tavola.
  - 1515 - 1516, San Pietro, dipinto su tavola.
  - 1515 - 1516, Santa Caterina d'Alessandria, dipinto su tavola.
  - 1519, Piccola Presentazione di Gesù al Tempio o Circoncisione, dipinto su tavola, opera proveniente dall'«Archivio del Capitolo» della cattedrale protometropolitana della Santa Vergine Maria Assunta.[2][5][6]
  - 1519, Grande Presentazione di Gesù al Tempio, dipinto su tavola autografo recante l'iscrizione "Hiesus Hyeronimus de Alibrando Messanus pingebat.", opera documentata e proveniente dalla chiesa della Candelora o chiesa dell'Intemerata.[5][6][7][8] Poi trasferita nella chiesa di San Nicolò dei Gentiluomini.[9]

- 1514 -1515 Madonna dei Giardini, dipinto su tavola, opera custodita nella chiesa di Santa Maria dei Giardini, in Santo Stefano Medio

### Altre località
- 1524, Redentore, dipinto, opera custodita nella Cappella Muscettola della basilica di San Domenico Maggiore di Napoli.

## Galleria d'immagini

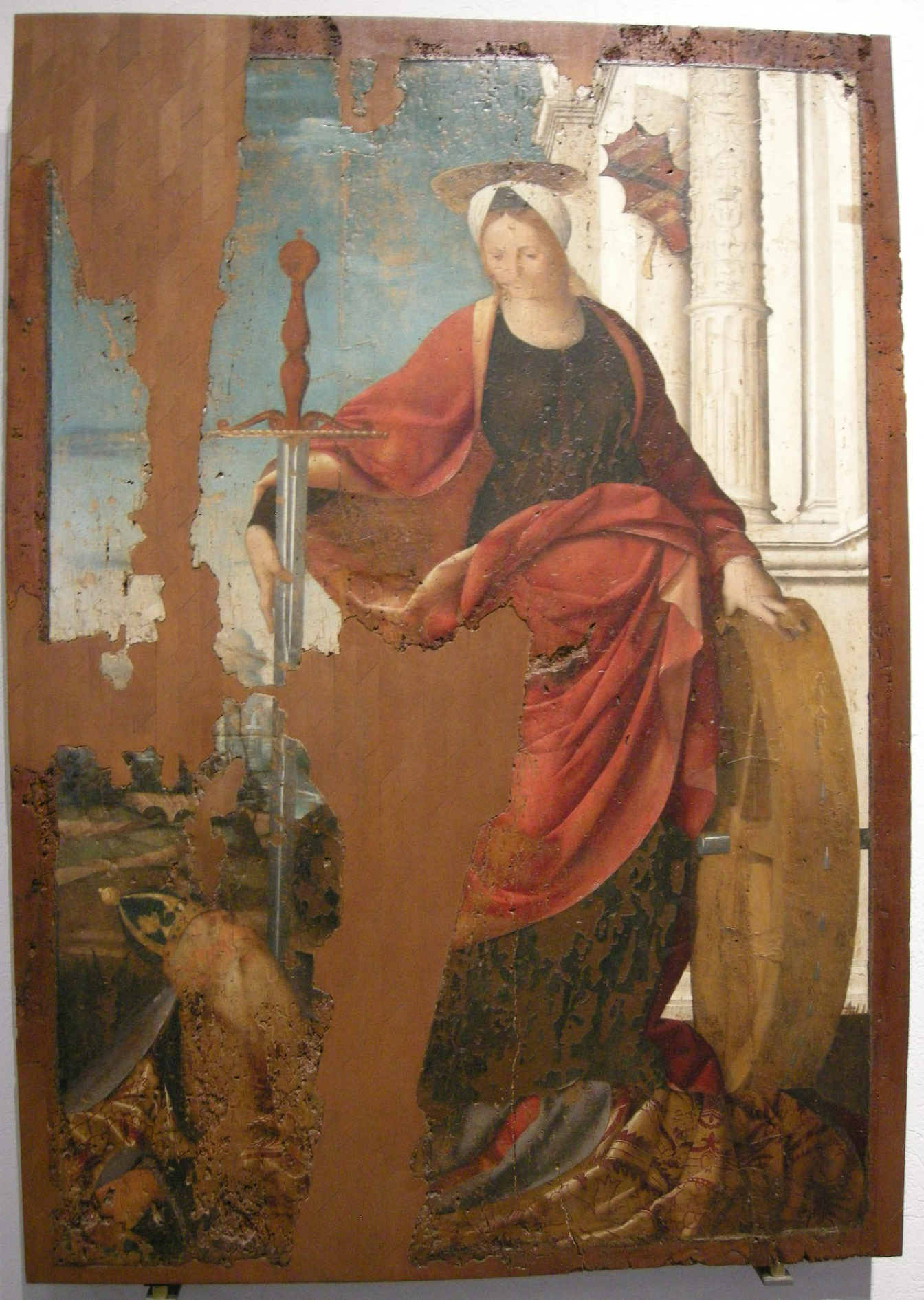
Santa Caterina d'Alessandria, Museo regionale di Messina
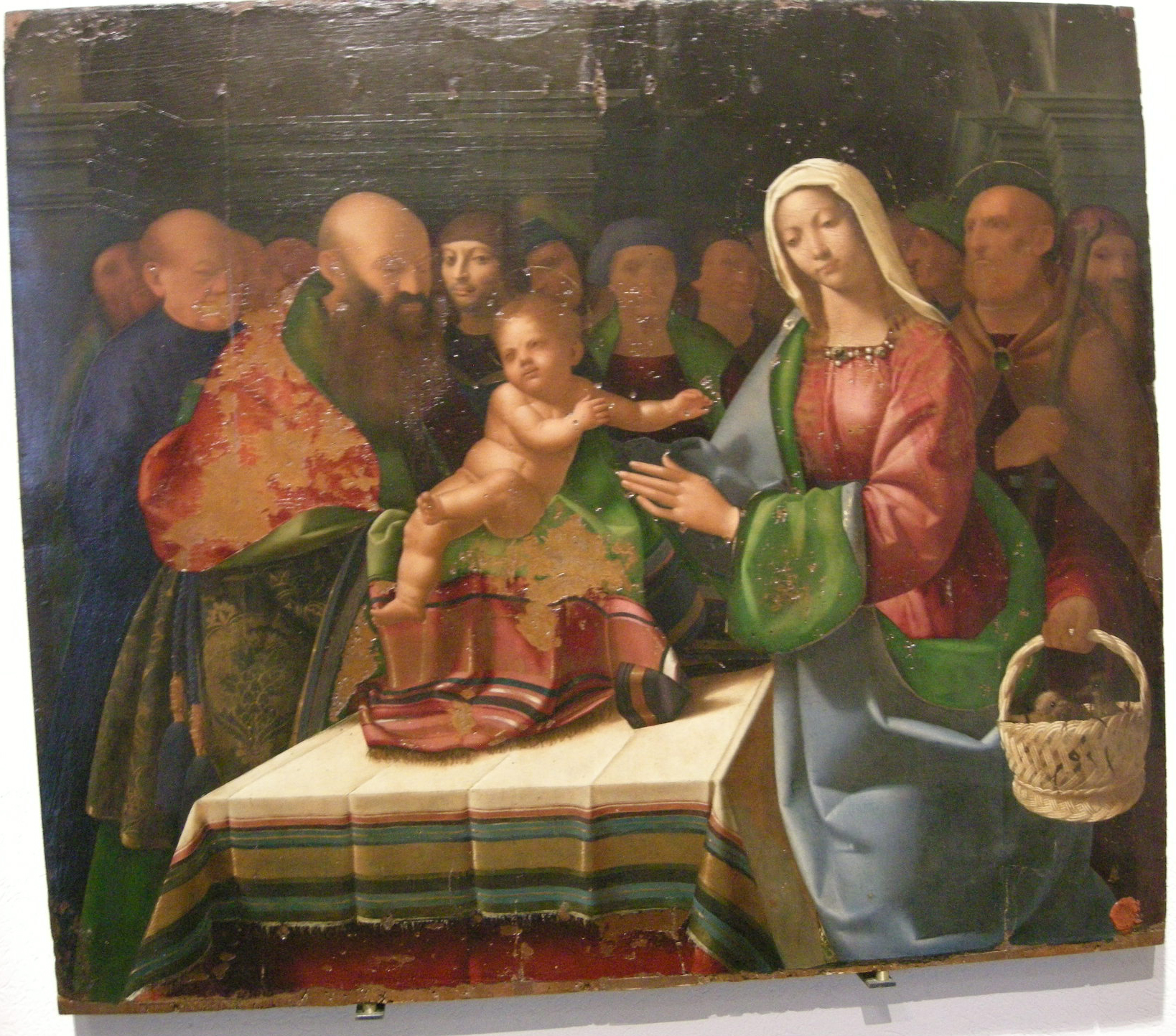
Circoncisione, Museo regionale di Messina